# Bisáu
Bisáu, también escrito como Bissau (forma portuguesa), es la capital de Guinea-Bisáu. Oficialmente es denominada Sector Autónomo de Bisáu por ser uno de los Sectores de Guinea-Bisáu, aunque autónomo. Situada en el estuario del río Geba, al lado del océano Atlántico, tiene una población estimada en 492 004 habitantes (2015). y una superficie de setenta y siete kilómetros cuadrados, la densidad poblacional es de 2566 habitantes por kilómetro cuadrado. Es la ciudad más grande del país, así como el mayor puerto y el centro militar y administrativo.
La ciudad cuenta con un aeropuerto internacional.

## Historia
Desde mucho antes de la llegada de los europeos hasta principios del siglo XX, la isla de Bisáu estuvo gobernada como un reino habitado por el pueblo Papel. Según la tradición oral, el reino fue fundado por Mecau, hijo del rey de Quinara (Guinala), quien se trasladó a la zona con su hermana embarazada, seis esposas y súbditos del reino de su padre. El reino estaba compuesto por siete clanes, descendientes de la hermana y seis esposas. El clan Bossassun, que desciende de la hermana, heredó el trono. El Reino de Bissau estaba muy estratificado. La coronación del rey implicó la práctica de atar y golpear al rey, ya que el rey debía saber cómo se sentía el castigo antes de administrarlo, así como la presentación de una lanza, la insignia del cargo real. Cuando los portugueses comenzaron a comerciar allí en el siglo XVI, el rey de Bissau estaba entre los monarcas más solidarios de la región. En 1680 Bissau incluso ayudó a los portugueses en un conflicto con los Papeles de Cacheu.
La ciudad de Bisáu fue fundada en 1687 por los conquistadores portugueses quienes la erigieron por su situación estratégica, y la establecieron como puerto fortificado y centro comercial. En 1942 se convirtió en la capital de la Guinea Portuguesa.
Cuando en 1973 la guerrilla autoproclamó la independencia del país de la metrópoli portuguesa, la guerrilla nombró como capital a Madina do Boé, aunque Bisáu continuó siendo la capital de las regiones bajo dominio portugués. Finalmente en el año 1974 cuando Portugal reconoció la independencia de Guinea-Bisáu abandonando el país, se restituyó a Bisáu como capital.
Bisáu fue escenario de intensos combates durante el comienzo y el final de la Guerra Civil de Guinea-Bissau en 1998 y 1999. Gran parte de la infraestructura quedó destruida y la mayor parte de la población huyó. La ciudad se recuperó después del retorno de la paz, albergando a más del 25% de la población del país durante el censo de 2009 y siendo testigo de la construcción de muchos edificios nuevos y rehabilitados.
El 18 de octubre de 2023, se produjo un apagón en toda la ciudad debido a una factura de energía impagada a la empresa eléctrica turca Karpowership que ascendía a más de 15 millones de dólares.

## Etimología del nombre
El término Bissau puede haber venido del nombre de un clan N'nssassun, en su forma plural Bôssassun. Intchassu (Bôssassu) era el nombre que recibía el sobrino del rey Mecau — primer soberano de la isla de Bissau — hijo de su hermana Pungenhum. Bôssassu formó un clan de los pueblos Papel.

## Geografía

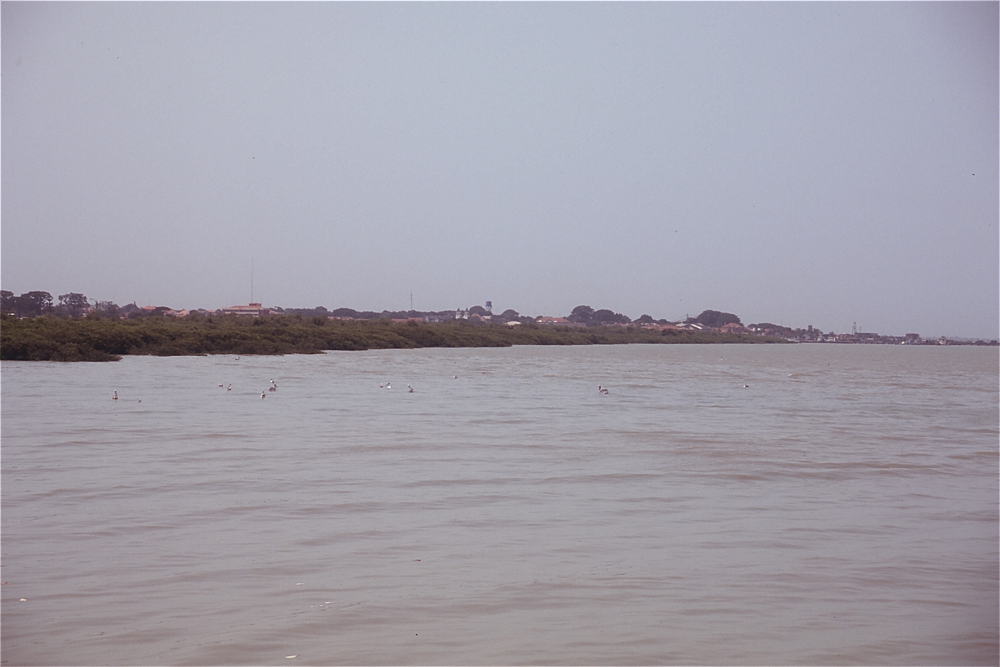
Bisáu: Vista del río Geba.

La ciudad se encuentra situada en la costa oeste de Guinea-Bisáu, en el estuario del río Geba, cerca de la desembocadura de este en el océano Atlántico, con una altitud de metros. Las tierras adyacentes a la ciudad son de muy bajas altitudes, lo que también permite que el río sea accesible por grandes buques, mientras que esta capacidad se da sólo a unos 80 kilómetros más allá de la ciudad.

### Hidrografía
Se puede decir que Bisáu, está rodeada de agua, ya que el casco urbano se sitúa en la isla de Bisáu, que está delimitada por el estuario de Geba (sur), el río Mansoa (norte) y el Canal imperial (este). Si bien el río Mansoa es el límite de la isla, no lo es del Sector Autónomo, estando éste sobre el río Ondoto, el mayor proveedor de agua potable de Bisáu.

### Clima
El clima Bisáu puede ser clasificado como clima de sabana con temperaturas estables (promedio de 26 °C), porque no tiene la humedad suficiente para ser calificado como clima monzónico. Sin embargo, es un clima más húmedo que muchos otros de su especie. No llueve mucho en los meses de noviembre a mayo, ya que el mayor volumen de precipitaciones se concentran en los meses restantes. Bisáu recibe un promedio anual de 2020 mm de lluvia. En los meses de junio a octubre, es temporada de lluvias, e incluso en los tres meses anteriores, la alta humedad provoca un calor considerado extremadamente incómodo.
| Parámetros climáticos promedio de Bisáu                     | Parámetros climáticos promedio de Bisáu | Parámetros climáticos promedio de Bisáu | Parámetros climáticos promedio de Bisáu | Parámetros climáticos promedio de Bisáu | Parámetros climáticos promedio de Bisáu | Parámetros climáticos promedio de Bisáu | Parámetros climáticos promedio de Bisáu | Parámetros climáticos promedio de Bisáu | Parámetros climáticos promedio de Bisáu | Parámetros climáticos promedio de Bisáu | Parámetros climáticos promedio de Bisáu | Parámetros climáticos promedio de Bisáu | Parámetros climáticos promedio de Bisáu |
| Mes                                                         | Ene.                                    | Feb.                                    | Mar.                                    | Abr.                                    | May.                                    | Jun.                                    | Jul.                                    | Ago.                                    | Sep.                                    | Oct.                                    | Nov.                                    | Dic.                                    | Anual                                   |
| ----------------------------------------------------------- | --------------------------------------- | --------------------------------------- | --------------------------------------- | --------------------------------------- | --------------------------------------- | --------------------------------------- | --------------------------------------- | --------------------------------------- | --------------------------------------- | --------------------------------------- | --------------------------------------- | --------------------------------------- | --------------------------------------- |
| Temp. máx. abs. (°C)                                        | 36.7                                    | 38.3                                    | 38.9                                    | 41.1                                    | 39.4                                    | 35.6                                    | 33.3                                    | 32.8                                    | 33.9                                    | 34.4                                    | 35.0                                    | 35.6                                    | 41.1                                    |
| Temp. máx. media (°C)                                       | 31.1                                    | 32.8                                    | 33.9                                    | 33.3                                    | 32.8                                    | 31.1                                    | 29.4                                    | 30.0                                    | 30.0                                    | 31.1                                    | 31.7                                    | 30.6                                    | 31.5                                    |
| Temp. media (°C)                                            | 25.9                                    | 26.4                                    | 24.5                                    | 25                                      | 26                                      | 27.1                                    | 25                                      | 26.2                                    | 26.1                                    | 27.1                                    | 26                                      | 24.3                                    | 26                                      |
| Temp. mín. media (°C)                                       | 17.8                                    | 18.3                                    | 19.4                                    | 20.6                                    | 22.2                                    | 22.8                                    | 22.8                                    | 22.8                                    | 22.8                                    | 22.8                                    | 22.2                                    | 18.9                                    | 21.1                                    |
| Temp. mín. abs. (°C)                                        | 12.2                                    | 13.3                                    | 15.6                                    | 16.7                                    | 17.2                                    | 19.4                                    | 19.4                                    | 19.4                                    | 19.4                                    | 20.0                                    | 15.0                                    | 12.8                                    | 12.2                                    |
| Lluvias (mm)                                                | 0.5                                     | 0.8                                     | 0.5                                     | 0.8                                     | 17.3                                    | 174.8                                   | 472.5                                   | 682.5                                   | 434.9                                   | 194.8                                   | 41.4                                    | 2.0                                     | 2022.8                                  |
| Horas de sol                                                | 248                                     | 226                                     | 279                                     | 270                                     | 248                                     | 210                                     | 186                                     | 155                                     | 180                                     | 217                                     | 240                                     | 248                                     | 2707                                    |
| Fuente n.º 1: Sistema de Clasificación Bioclimática Mundial |                                         |                                         |                                         |                                         |                                         |                                         |                                         |                                         |                                         |                                         |                                         |                                         |                                         |
| Fuente n.º 2: World Climate Guides                          |                                         |                                         |                                         |                                         |                                         |                                         |                                         |                                         |                                         |                                         |                                         |                                         |                                         |

## Demografía

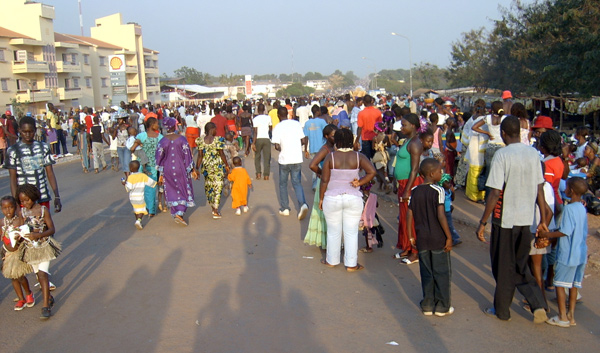
Carnaval en Bisáu

Bisáu tiene, de acuerdo con el censo de 2009, una población de 384 960 habitantes. Teniendo en cuenta un área de 77 km², esto corresponde a una densidad de 4187 hab/km².
Bisáu comprende el 25,19% de la población total del país y más del 64% de la población urbana del país.
Evolución demográfica de Bisáu

## Lugares de interés
Bisáu es conocida por su carnaval anual. Otras atracciones incluyen la Fortaleza d'Amura, el Instituto de Artes Nacional de Guinea-Bisáu, el Nuevo Estadio de Guinea-Bisáu y las playas locales. Durante la Guerra civil de Guinea-Bisáu, muchos edificios fueron destruidos, incluyendo el Palacio Presidencial y el Centro Cultural Francés, por lo que parte del centro de la ciudad está aún en construcción.
|                          |
| Calle principal en Bisáu |

|                   |
| Catedral de Bisáu |

|                                                                   |
| Ministério da Justiça - El Ministerio de Justicia de Guinea-Bisáu |

|                   |
| Plaza Che Guevara |

|                                   |
| Ruta del aeropuerto al Parlamento |

|                             |
| Transporte público en Bisáu |

|                     |
| Centro de la ciudad |

|                                                                                     |
| Oficina de la Comunidad Económica de Estados de África Occidental (ECOWAS) en Bisáu |

|                                                                                 |
| Sede del Partido Africano para la Independencia de Guinea y Cabo Verde (PAIGCV) |

|                           |
| Área residencial en Bisáu |

|                                         |
| Ruinas del antiguo palacio presidencial |

|                                       |
| Centro cultural franco-bisáu-guineano |

|                       |
| Puente Amílcar Cabral |

|                                             |
| Oficina central de Correios da Guiné-Bissau |

|                               |
| Bisáu vista desde el río Geba |

## Ciudades hermanadas y embajadas
Bisáu tiene acuerdos de hermanamiento con las siguientes ciudades:
- Águeda, Portugal[16]
- Dakar, Senegal[cita requerida]
- Lisboa, Portugal. Desde el 31 de mayo de 1983.[17]
- Moura, Portugal[16]
- Praia, Cabo Verde[18]
- Taipéi, Taiwán[19]
- Ankara, Turquía[20]

Al ser la capital de Guinea-Bissau, Bissau alberga las embajadas de varios países que mantienen relaciones diplomáticas con el país. Estos países son: Sudáfrica, Angola, Brasil, China, Cuba, España, Francia, Gambia, Guinea-Conakry, Libia, Nigeria, Estado de Palestina, Portugal, Rusia y Senegal. También está la oficina permanente de la Comunidad Económica de los Estados de África Occidental, las misiones de la Comunidad de Países de Lengua Portuguesa y de la Oficina Integrada de las Naciones Unidas para la Consolidación de la Paz en Guinea-Bissau, una delegación de la Unión Europea, una oficina consular alemana y una oficina de enlace de Estados Unidos. La embajada de Estados Unidos, anteriormente residente, suspendió sin embargo sus actividades el 14 de junio de 1998. A partir de entonces, el embajador de Estados Unidos en Guinea-Bissau fijó su residencia en Dakar, Senegal.